# Russells Point (Ohio)
Russells Point es una villa ubicada en el condado de Logan en el estado estadounidense de Ohio. En el Censo de 2010 tenía una población de 1391 habitantes y una densidad poblacional de 531,22 personas por km².

## Geografía
Russells Point se encuentra ubicada en las coordenadas 40°28′3″N 83°53′36″O / 40.46750, -83.89333. Según la Oficina del Censo de los Estados Unidos, Russells Point tiene una superficie total de 2.62 km², de la cual 2.41 km² corresponden a tierra firme y (7.81%) 0.2 km² es agua.

## Demografía
Según el censo de 2010, había 1391 personas residiendo en Russells Point. La densidad de población era de 531,22 hab./km². De los 1391 habitantes, Russells Point estaba compuesto por el 97.27% blancos, el 0.65% eran afroamericanos, el 0.22% eran amerindios, el 0.14% eran asiáticos, el 0% eran isleños del Pacífico, el 0.43% eran de otras razas y el 1.29% pertenecían a dos o más razas. Del total de la población el 1.08% eran hispanos o latinos de cualquier raza.